# 伺服馬達

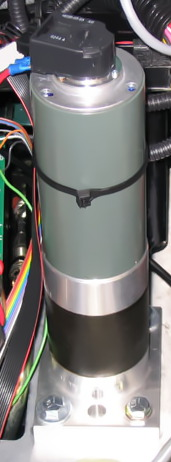
工業用伺服電機

伺服電機(馬達)（Servomotor）是對用於使用伺服機構的電動機總稱。伺服（Servo）一詞來自拉丁文"Servus"，本為奴隸（Sl所謂伺服系統，就是依照指示命令動作所構成的控制裝置，應用於電機的伺服控制，將感測器裝在電機與控制對象機器上，偵測結果會返回伺服放大器與指令值做比較。由此可知，因為伺服電機是以回饋訊號控制，與藉由輸入脈沖訊號控制的步進電機有所區別）。

## 結構
應用於伺服電機通常具有精密的位置檢測元件如光電編碼器或解角器（resolver）做為位置或速度的回授元件，伺服電機的裝置由下列三者構成：
1. 發出動作指令的"指示裝置"（控制器，Controller）
2. 依照指示裝置的指示訊號與回饋訊號下等指令使電機動作的"控制裝置"（伺服放大器），
3. 以及將由伺服放大器而來的電力供給驅動控制對象和偵測其狀態的"驅動、感測裝置"。

伺服系統是控制結果與目標值的誤差量能縮小。將來自控制對象的訊號返回到伺服放大器而反映在控制上，稱為反饋（Feedback）。
藉由編碼器（Encoder）感測電機旋轉並回饋的方式，簡單方便而廣泛使用。相對地，可在控制對象機器外加裝置如線性編碼器等感測器，其結果在與指示訊號比較，因此多用於需要高精密度控制的用途中。

## 動作特性
伺服電機的動作特性是進行位置定位控制和動作速度控制，其主要特點是
轉速可以精確控制，速度控制範圍廣，可以安定平順等速運轉之外，還可以根據需求隨時變更速度。在極低速度也可以穩定轉動。能迅速做出正轉與逆轉，也能迅速加減速。在由靜態改為動態運作或由動態改為靜態運作所需費時極短，而且即便有外力附加仍可以保持位置。並在額定容量範圍內瞬間產生大轉矩，輸出功率大且效率也高。

## 直流與交流
伺服電機分為交流（AC）和直流（DC）兩種，直流伺服電機機體較細長，因此轉子慣性較小，而且具有線性反應佳與簡單易於控制特性，因為直流伺服電機因為操作容易，也就是旋轉方向由電流決定，並且旋轉速度由改變施加的電壓來控制，控制簡單所以廣泛使用因此現在直流伺服電機是使用最多的電機。
而交流（AC）伺服電機多使用在感應電機與交流無刷電機。為了讓感應電機變化旋轉速度，必須改變電源頻率，因為這個目的而使用變頻器（Inverter）。由此可知，因為伺服電機是以回饋訊號控制，可以與藉由輸入脈衝電流控制的步進電機有所區別。

## 外部連結
- 電動機控制簡介技術報告TR-001,交通大學　電機與控制工程系所

                                    僅供參考